# 亞馬遜雨林動物相
亞馬遜雨林是一個物種豐富的生物相，成千上萬的物種生活在其中，包括世界上其他地方找不到的動物。至今，亞馬遜地區至少生活了有4萬種植物、427種哺乳動物、1300種鳥類、378種爬行動物、400多種兩棲動物和約3000種淡水魚 。

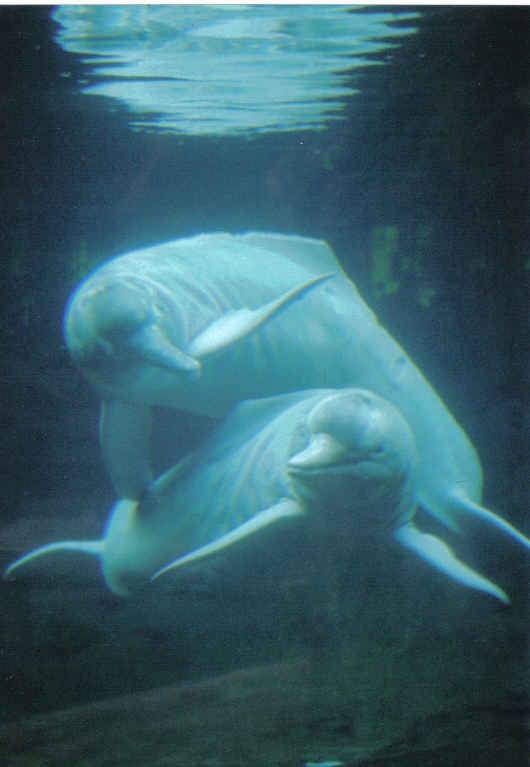
亞馬遜河豚是亞馬遜特有的物種

亞馬遜雨林面積達670萬平方公里，佔全球剩餘熱帶森林的40%以上。自2000年以來，亞馬遜69%的降雨量已經下降。世界自然基金會估計，如果砍伐樹木的數量繼續以目前的速度增長，在未來27%的亞馬遜雨林將沒有樹木。

## 鳥類
亞馬遜有1500多種鳥類。像蜂鳥、凹嘴鵎鵼、麝雉和金剛鸚鵡 。在秘魯亞馬遜的一個地方在只有5500公頃的土地上就發現了大約575種鳥類。
在11月至3月，一些鳥類將從中美洲遷徙到南美洲。其他的就只能在亞馬遜找到。
大多數鳥類生活在亞馬遜森林的地下密集，鳥類動物生活在從熱帶雨林地地下至樹冠。有些鳥類喜歡吃昆蟲，或水果和鮮花，例如角鵰會捕捉哺乳動物, 爬行動物和鳥類動物。

### 麝雉

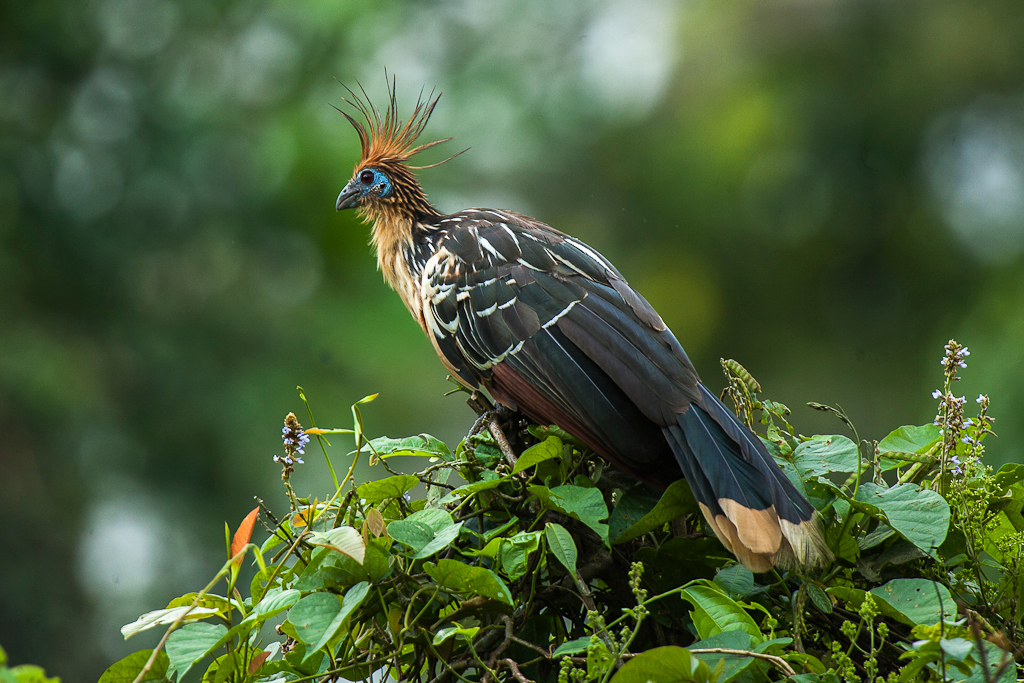
麝雉 是一種原產於亞馬遜森林的鳥類

麝雉（學名：Opisthocomus hoazin）是熱帶的一種鳥類，生活在南美洲亞馬遜盆地及奧利諾科盆地的沼澤、森林及紅樹林。它們是麝雉屬下的唯一物種，而麝雉屬則是麝雉科下的唯一的屬。此科的分類被受爭議，仍未有所定論。麝雉的大小就如雉雞一樣，大約65厘米長，頸長頭較小。它們身體呈褐色，下身淡色，面部沒有羽毛及呈藍色，眼睛呈栗色，頭上有紅褐色的尖冠。雛雉的翼指上有爪。它們是植食性動物動物，以葉子和果實為主食，消化系統有特大的嗉囊，可以有瘤胃的作用。它們有強烈的氣味，可能是因食葉所致。

### 亞馬遜鸚鵡

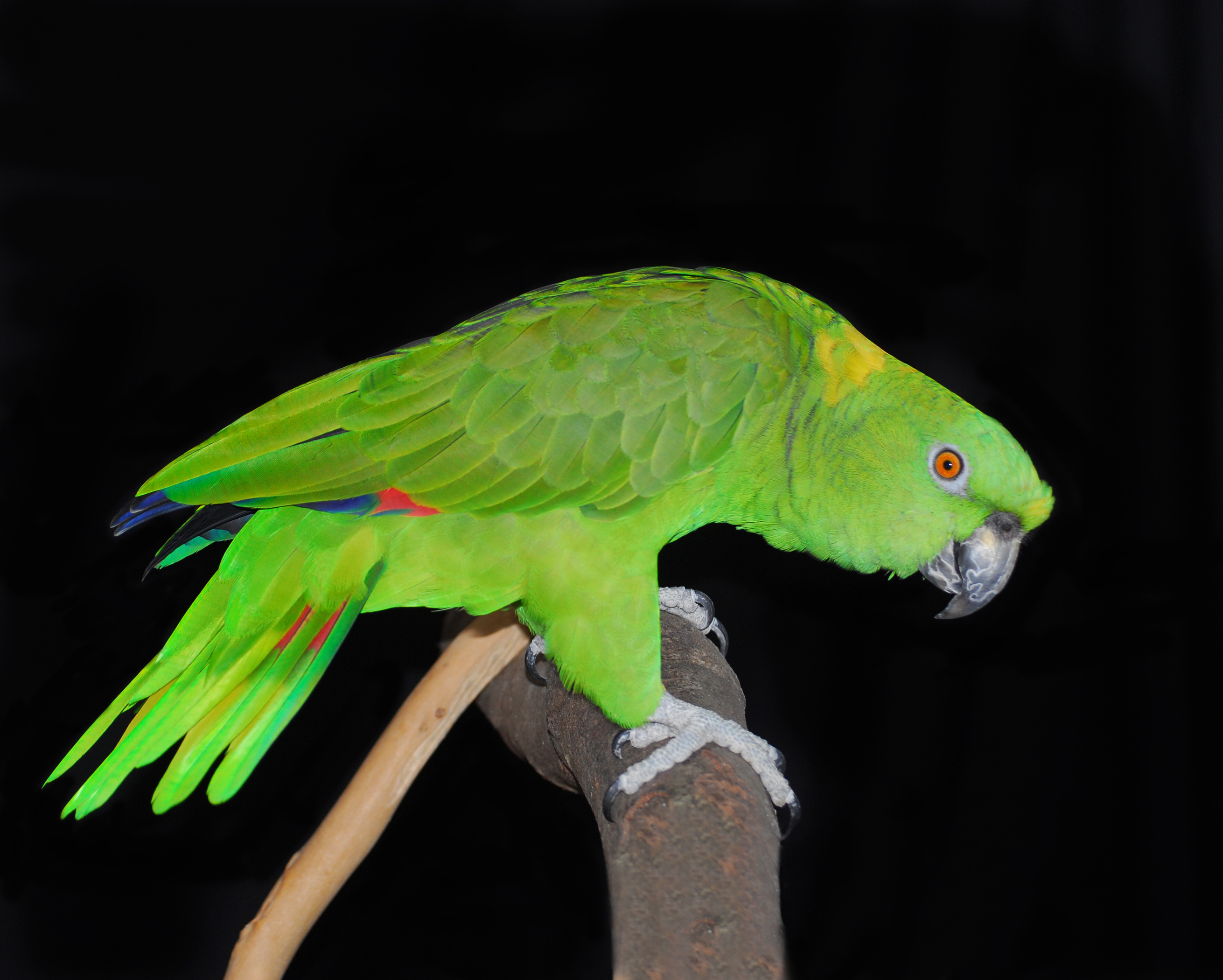
亞馬遜鸚鵡是一種原產於亞馬遜森林的鳥類

亞馬遜鸚鵡是亞馬遜鸚鵡屬的俗稱。它們是原產於新大陸的中型短尾鸚鵡，從南美洲到墨西哥和加勒比地區。這是一個受歡迎的中等大小的鸚鵡，它受歡迎的原因可能是因為它的群居個性相關, 它經常被描述為俏皮，外向，一些亞馬遜鸚鵡喜歡唱歌。

## 哺乳類動物

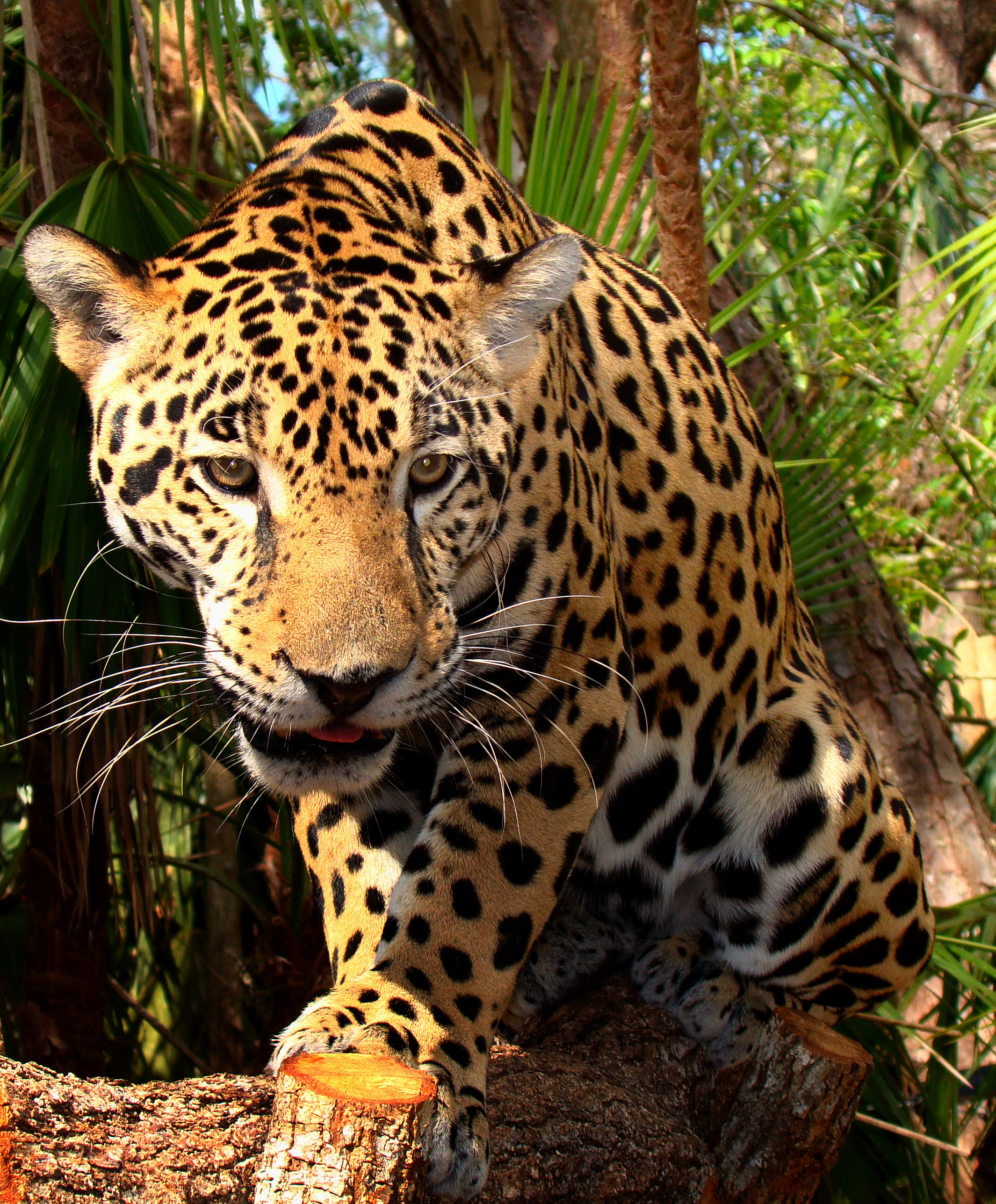
美洲豹是一種原產於亞馬遜的動物

大約有427種不同的哺乳動物生活在亞馬遜 ，其中大多數是蝙蝠和齧齒動物 ，包括世界上最大的嚙齒動物—水豚，可以重達200磅（91公斤) 。